# Вулиця Григоровича (Львів)
Вулиця Григоровича — вулиця у Галицькому районі міста Львова, у межах історичного центру міста. Сполучає вулиці Дудаєва з вулицями Поповича та Мартовича.

## Історія
Вулиця прокладена у 1886 році, у 1892 році отримала першу офіційну назву — Малецького, на честь професора і ректора Львівського університету, мовознавця Антонія Малецького. Під час німецької окупації, з листопада 1941 року по липень 1944 року вулиця мала назву Бееренштрассе. У повоєнний час на короткий час повернено передвоєнну назву вулиці і вже у 1946 році вулиця отримала сучасну назву — Григоровича, на честь петербурзького мистецтвознавця Василя Григоровича, який брав участь у викупі Тараса Шевченка з кріпацтва.

## Забудова
В архітектурному ансамблі вулиці Григоровича переважає класицизм. Декілька будинків внесено до Реєстру пам'яток архітектури місцевого значення.
№ 2 — триповерхова чиншова кам'яниця. Тут мешкав відомий польський геолог, дослідник, професор Львівського університету Рудольф Зубер.
№ 7 — триповерхова чиншова кам'яниця. Внесена до Реєстру пам'яток архітектури місцевого значення під охоронним № 1235-м.
№ 9 — триповерхова чиншова кам'яниця. Тут мешкав відомий мандрівник, дослідник Африки, засновник Львівської географічної школи Антоній Реман. Нині на першому поверсі будинку міститься офіс туристичної агенції «Бі Тревел». 
№ 11 — триповерхова чиншова кам'яниця. Внесена до Реєстру пам'яток архітектури місцевого значення під охоронним № 1588-м.

## Цікавий факт
- Свою першу назву, на честь Антонія Малецького, вулиця отримала ще за його життя.